# Giraldilla 2017
Das Giraldilla 2017 als offene internationale Meisterschaft von Kuba im Badminton fand vom 23. bis zum 26. März 2017 in Havanna statt.

## Sieger und Platzierte
| Disziplin    | Gold                                | Silber                                  | Bronze                                                  |
| ------------ | ----------------------------------- | --------------------------------------- | ------------------------------------------------------- |
| Herreneinzel | Osleni Guerrero                     | Rosario Maddaloni                       | Giovanni Greco                                          |
| Herreneinzel | Osleni Guerrero                     | Rosario Maddaloni                       | Angel Herrera Rodríguez                                 |
| Dameneinzel  | Laura Sárosi                        | Mariana Ugalde                          | Aimee Moran                                             |
| Dameneinzel  | Laura Sárosi                        | Mariana Ugalde                          | Tahimara Oropeza                                        |
| Herrendoppel | Osleni Guerrero Leodannis Martínez  | Lukas Osele Kevin Strobl                | Jonathan Solís Christopher Martínez                     |
| Herrendoppel | Osleni Guerrero Leodannis Martínez  | Lukas Osele Kevin Strobl                | Cesar Adonis Brito Gonzalez Angel Argenis Marinez Ulloa |
| Damendoppel  | Laura Sárosi Mariana Ugalde         | Silvia Garino Lisa Iversen              | Diana Corleto Soto Mariana Isabel Paiz Quan             |
| Damendoppel  | Laura Sárosi Mariana Ugalde         | Silvia Garino Lisa Iversen              | Alejandra José Paiz Quân Nikte Sotomayor                |
| Mixed        | Leodannis Martínez Tahimara Oropeza | Jonathan Solís Mariana Isabel Paiz Quan | Lukas Osele Lisa Iversen                                |
| Mixed        | Leodannis Martínez Tahimara Oropeza | Jonathan Solís Mariana Isabel Paiz Quan | Arturo Hernández Laura Sárosi                           |